# Gallo-römischer Umgangstempel

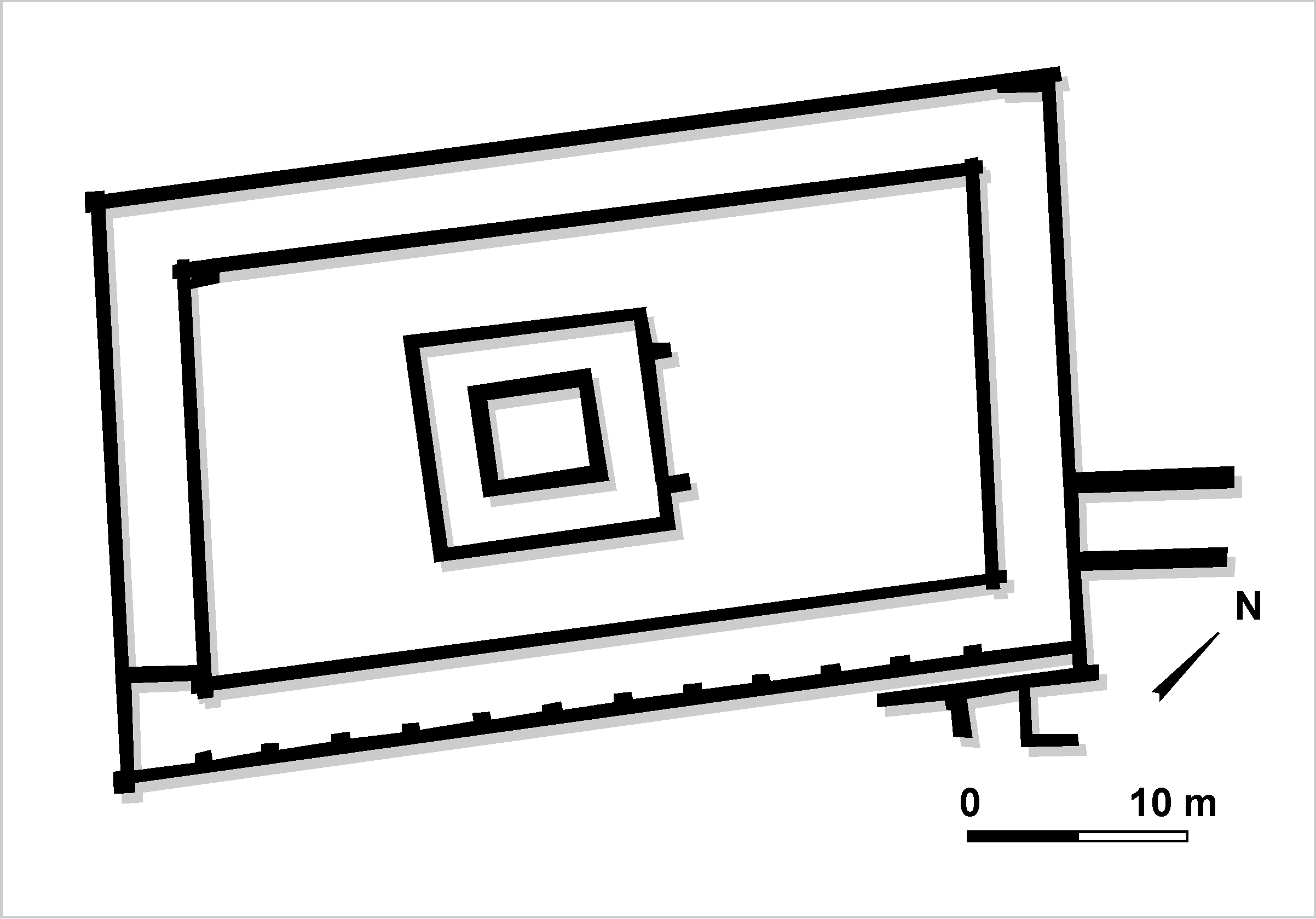
Rekonstruierter Plan eines gallorömischen Umgangstempels und Tempelbezirks, des Matronentempels in der Colonia Ulpia Traiana

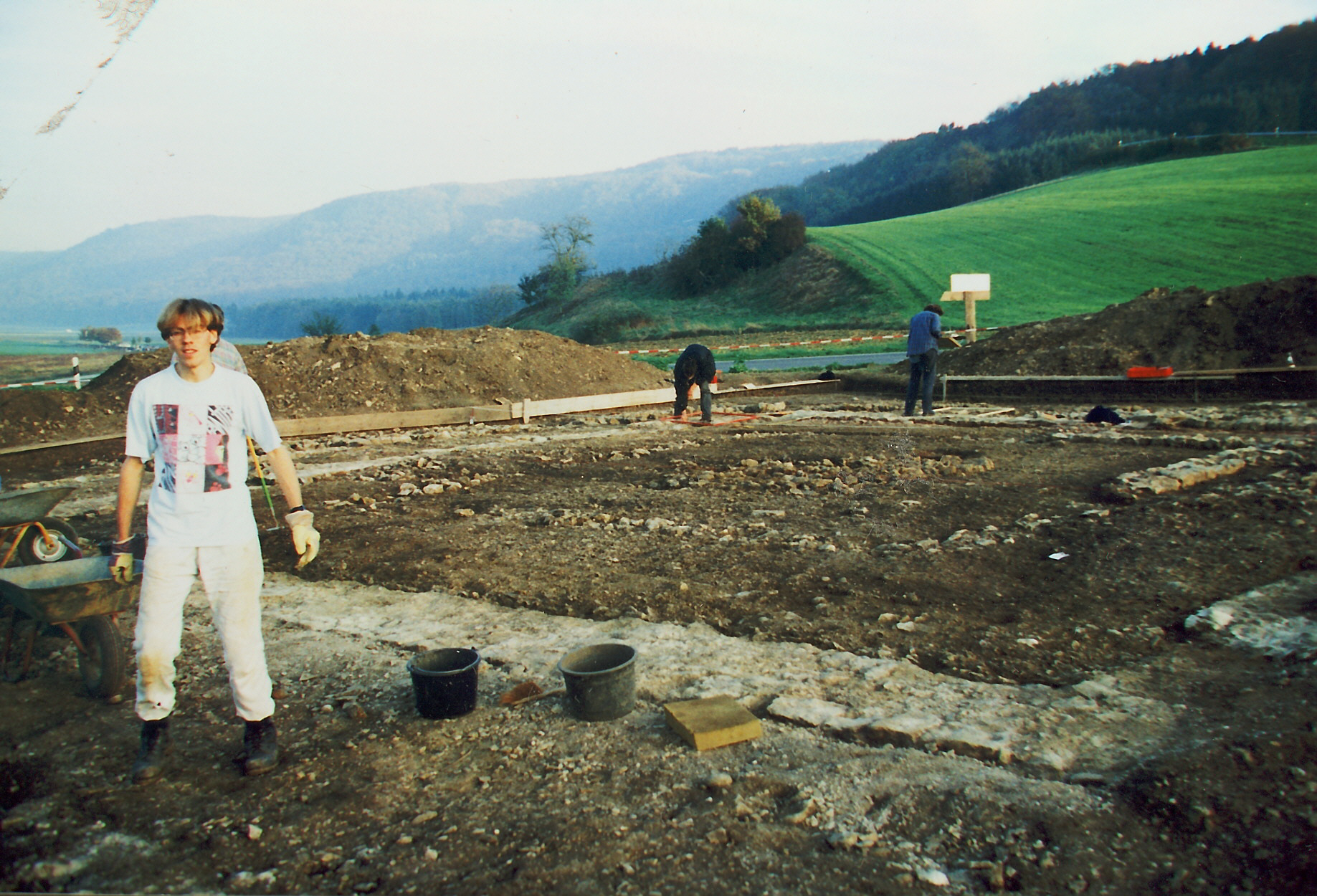
Ausgrabung des gallorömischen Umgangstempels bei Oberlauchingen 1995

Gallorömischer Umgangstempel ist die moderne Bezeichnung eines spezifischen Tempeltyps, der vor allem in ehemals keltischen Regionen anzutreffen war.

## Vorkommen
Umgangstempel kamen in den gallischen, germanischen und britischen Provinzen des römischen Reiches vor. Sie finden sich somit in Regionen, die vorher weitestgehend von der keltischen Kultur geprägt waren. Möglicherweise erforderten die religiösen Kultpraktiken in diesen Regionen diese spezielle Bauform.
Aus der ersten Hälfte des 1. Jahrhunderts sind nur wenige gallorömische Umgangstempel bekannt. Die meisten Heiligtümer dieses Bautyps datiert man in die zweite Hälfte des 1. Jahrhunderts und ins 2. Jahrhundert. Der Tour de Grisset in Fréteval (Département Loir-et-Cher) könnte gegen Ende des 2. oder der ersten Hälfte des 3. Jahrhunderts erbaut worden sein. Seit der Mitte des 3. Jahrhunderts nahm der Bau solcher Tempel stetig ab.

## Bauform
Dieser Tempeltyp besteht meist nur aus einem Raum (Cella) mit einer Tür. Um diesen Raum verläuft ein Umgang. Wegen der schlechten Erhaltung vieler Tempel ist die Rekonstruktion des Umganges nicht immer gesichert. In vielen Fällen werden Säulenreihen angenommen, in Einzelfällen könnte es sich auch um einen geschlossenen Gang handeln.
Wie in anderen kulturellen Bereichen gab es in der Tempelarchitektur eine Vermischung von einheimischen und mediterranen Elementen. Der Umgang und die Cella waren nach mediterranen Vorbildern mit Dachziegeln bedeckt. Auch die Säulenreihen, welche die Cella umschließen, sind auf mediterrane Einflüsse zurückzuführen.
Die Cella war wahrscheinlich höher als der Umgang. Die Tempel sind mit 15 bis 20 Meter Seitenlänge relativ klein. Sie sind meist aus Stein erbaut, wobei es auch Beispiele aus Holz gibt. Nach archäologischen Funden in der Abtei Saint-Georges-de-Boscherville war der dortige gallorömische Steintempel mit Umgang der bauliche Nachfolger auf einem ebensolchen gallischen Holztempel. Als Ursprung werden die keltischen Viereckschanzen vermutet, nicht zuletzt, da an einigen Orten, etwa in Gournay-sur-Aronde, gallorömische Umgangstempel Nachfolgebauten von Viereckschanzen waren.

## Kultische Funktion
In den Umgangstempeln wurden hauptsächlich keltische Gottheiten verehrt, von denen aber nur wenige namentlich bekannt sind. Manchmal können Standorte von gallorömischen Umgangstempeln durch ein Epitheton im Ortsnamen erkannt werden, wie bei Oisseau-le-Petit (Département Sarthe), wo ein solcher Tempel archäologisch nachgewiesen ist. Die heutige Ortschaft wurde im 9. Jahrhundert urkundlich als Oxellum erwähnt. Oxellum ist vom keltischen Wort uksello-, „der Hohe“, abgeleitet, verweist also auf eine Gottheit und somit auf den Standort eines Tempels.

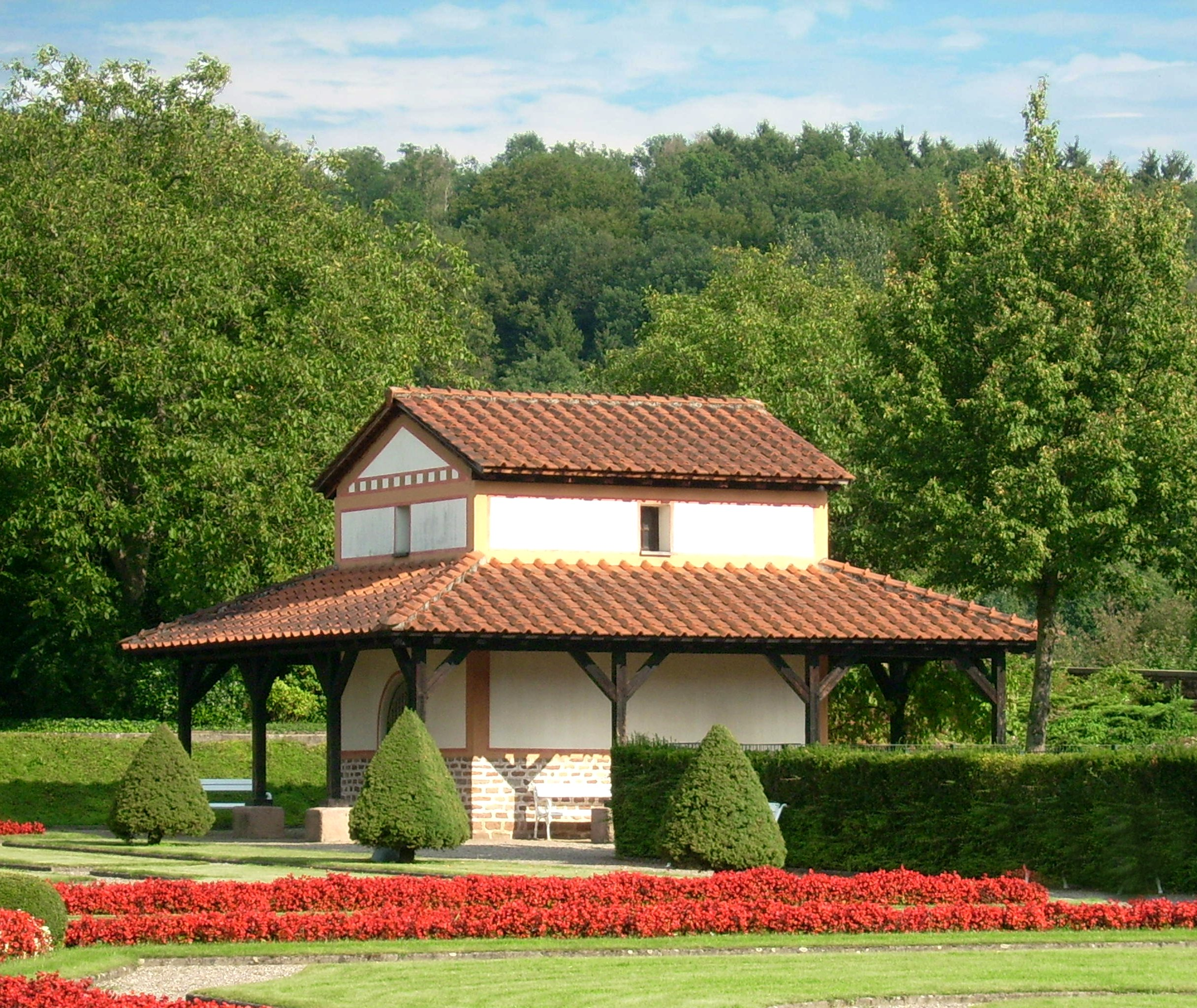
Nachbau im Römermuseum Schwarzenacker
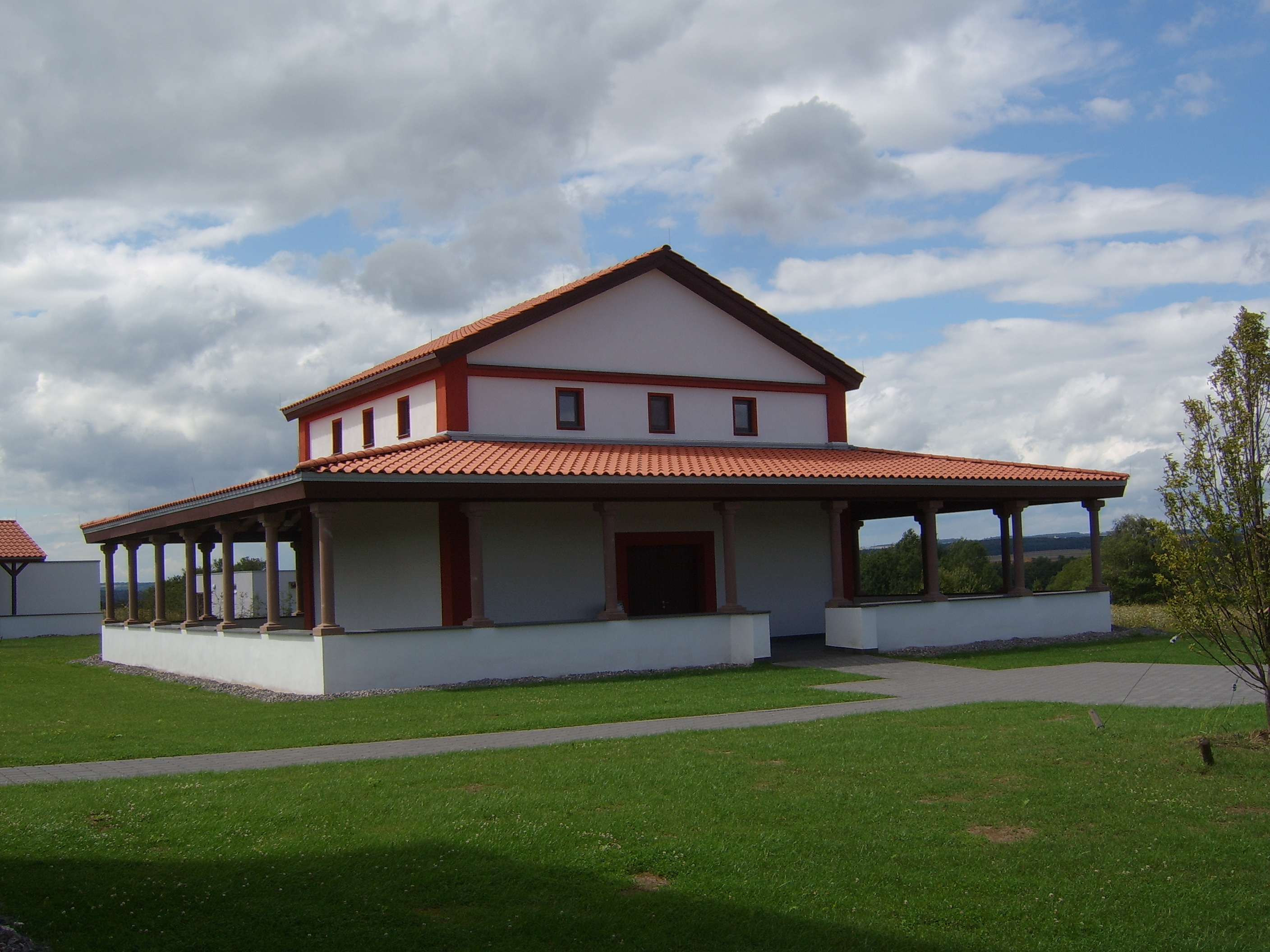
Rekonstruierter gallorömischer Umgangstempel auf dem Martberg/Eifel
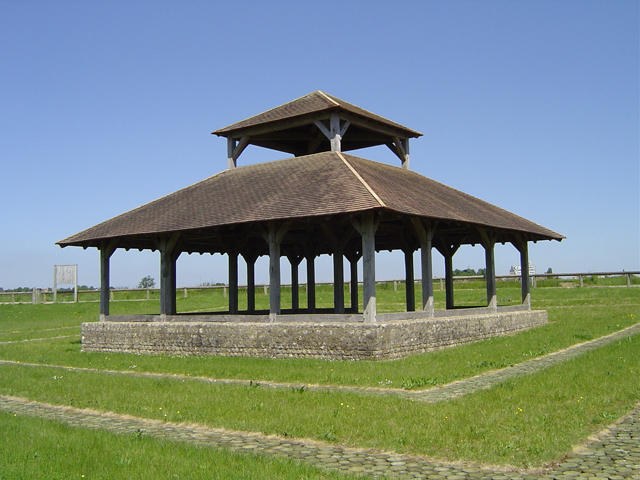
Rekonstruktion des Fanums in Oisseau-le-Petit
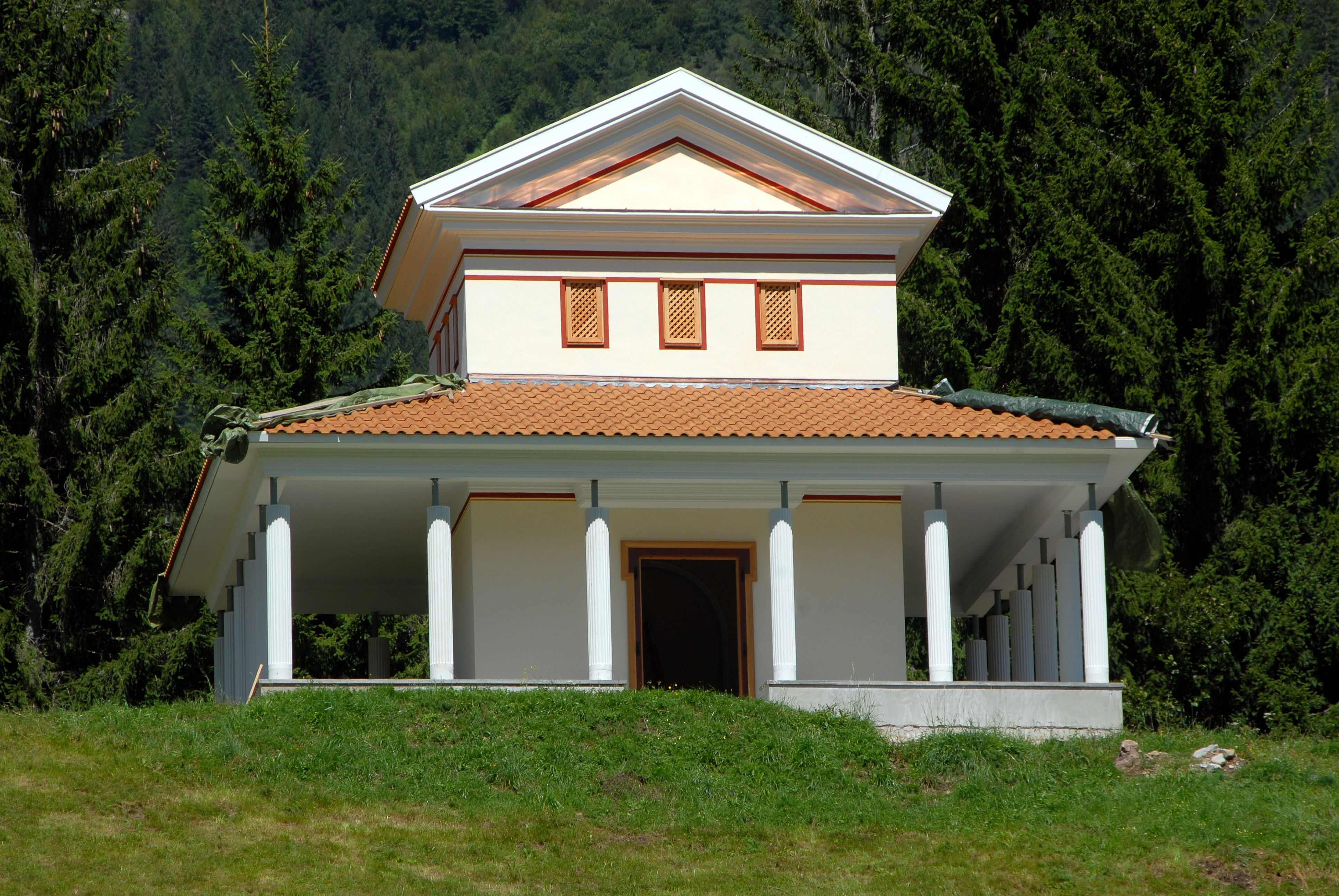
Herkulaneum in Dellach, Österreich